# Гуама (микрорегион)

Гуама на карте.

Гуама (порт. Microrregião do Guamá) — микрорегион в Бразилии, входит в штат Пара. Составная часть мезорегиона Северо-восток штата Пара. Население составляет 434 556 человек (на 2010 год). Площадь — 28 267,123 км². Плотность населения — 15,37 чел./км².

## Демография
Согласно сведениям, собранным в ходе переписи 2010 г. Национальным институтом географии и статистики (IBGE), население микрорегиона составляет:
| Полное население                             | Полное население                             | Полное население                             | Полное население                             | 434 556 |
| -------------------------------------------- | -------------------------------------------- | -------------------------------------------- | -------------------------------------------- | ------- |
| в том числе:                                 | Городское население                          | 166 516                                      | Процент городского населения, %              | 38,32   |
|                                              | Сельское население                           | 268 040                                      | Процент сельского населения, %               | 61,68   |
|                                              | Мужское население                            | 224 529                                      | Процент мужского населения, %                | 51,67   |
|                                              | Женское население                            | 210 027                                      | Процент женского населения, %                | 48,33   |
| Плотность населения, чел/км²                 | Плотность населения, чел/км²                 | Плотность населения, чел/км²                 | Плотность населения, чел/км²                 | 15,37   |
| Население микрорегиона в % к населению штата | Население микрорегиона в % к населению штата | Население микрорегиона в % к населению штата | Население микрорегиона в % к населению штата | 5,73    |

## Статистика
- Валовой внутренний продукт на 2003 год составляет 893 730 607,00 реалов (данные: Бразильский институт географии и статистики).
- Валовой внутренний продукт на душу населения на 2003 год составляет 2313,54 реалов (данные: Бразильский институт географии и статистики).
- Индекс развития человеческого потенциала на 2000 год составляет 0,625 (данные: Программа развития ООН).

## Состав микрорегиона
В составе микрорегиона включены следующие муниципалитеты:
1. Аурора-ду-Пара
2. Кашуэйра-ду-Пирия
3. Капитан-Посу
4. Гаррафан-ду-Норти
5. Ипишуна-ду-Пара
6. Иритуя
7. Майн-ду-Риу
8. Нова-Эсперанса-ду-Пирия
9. Орен
10. Санта-Лузия-ду-Пара
11. Сан-Домингус-ду-Капин
12. Сан-Мигел-ду-Гуама
13. Визеу